# C/1821 B1 (Nicollet-Pons)
C/1821 B1 est une comète parabolique du système solaire.
Elle est passée au plus près de la Terre a 0,92 UA.
Sa magnitude est montée jusqu'à la magnitude -7 et elle est désormais connue comme la Grande comète de 1821.